# Нью-Йоркское историческое общество
Нью-Йоркское историческое общество (англ. New-York Historical Society, сокр. NYHS) — музей и библиотека американской истории в Нью-Йорке, расположенные в Верхнем Вест-Сайде на Манхэттене.
Общество было основано в 1804 году как первый музей Нью-Йорка, где были представлены художественные выставки, общественные программы и исследования, посвященные истории Нью-Йорка и США. На нынешнем месте находится с 1908 года. Гранитное здание было спроектировано архитектурной фирмой York and Sawyer в классическом римском эклектичном стиле и является достопримечательностью Нью-Йорка. Ремонт, завершенный в ноябре 2011 года, сделал музей и библиотеку более доступными для публики, предоставил место для интерактивного детского музея и облегчил доступ к его коллекциям. Президентом Нью-Йоркского исторического общества с 2004 года является Луиза Миррер.

## История
Историческое общество было основано 20 ноября 1804 года во многом благодаря усилиям Джона Пинтарда, который в течение нескольких лет был секретарем Американской академии изящных искусств, а также основателем первого сберегательного банка Нью-Йорка. Пинтард также был одним из первых, кто выступал за систему бесплатного школьного образования.
На первой организационной встрече общества присутствовало 11 самых видных горожан, в том числе мэр города — Девитт Клинтон. На этом собрании был избран комитет для составления устава, и общество было официально организовано к 10 декабря. Согласно первому каталогу Нью-Йоркского исторического общества, напечатанному в 1813 году, в музее тогда находилось 4265 книг, а также 234 тома документов Соединенных Штатов, 119 альманахов, 130 разных газет, 134 карты и 30 других артефактов. Также в нём были коллекции рукописей, несколько портретов маслом и 38 гравированных портретов.
Историческое общество и его коллекции в течение XIX века часто перемещались в разные здания. В 1809 году общество и его коллекции переехали в Дом правительства на Боулинг-Грин. Построенное как резиденция Президента Соединенных Штатов, когда Нью-Йорк был временной столицей, здание пустовало с момента переезда правительства в Филадельфию в 1790 году. В 1816 году Историческое общество переехало в Нью-Йоркский институт (New York Institution) в Сити-Холл-парке.

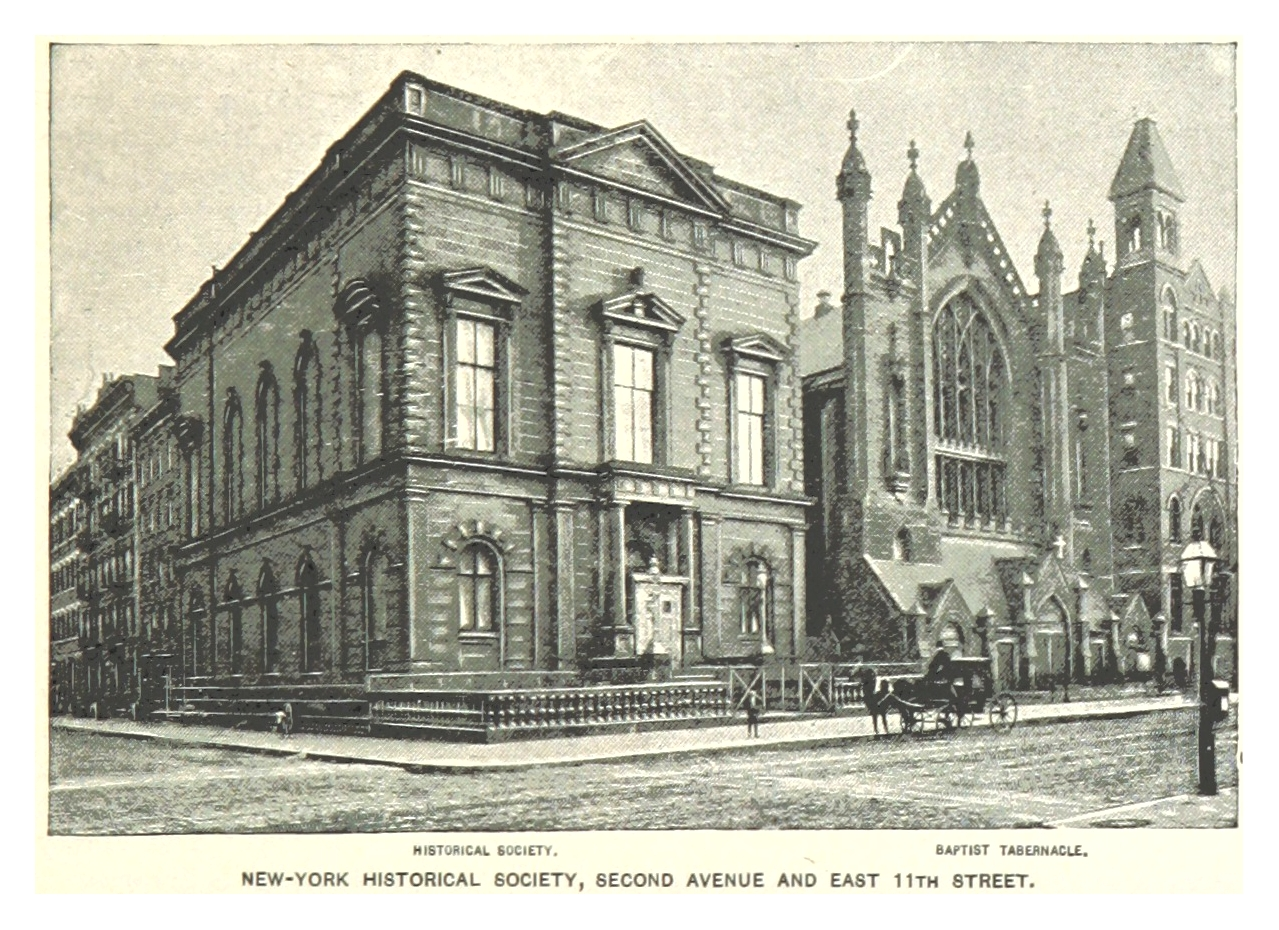
Здание Исторического общества в 1893 году

В 1857 году общество снова переехало в новое здание, которое было построено специально для его коллекций, на модном тогда пересечении Второй авеню и 11-й улицы, где и оставалось следующие 50 лет.
Строительство нового здания (восьмого по счёту) для Нью-Йоркского исторического общества началось 10 сентября 1902 года. Главная часть его здания на западе Центрального парка была завершена 15 декабря 1908 года по проекту той же фирмы York and Sawyer. В 1938 году это центральное здание был расширено пристройкой павильонов с обеих сторон, архитектором выступила фирма Walker & Gillette. Этот проект расширения стал одним из последних образцов архитектуры бозар, завершенных в городе и во всей стране. Здание было признано достопримечательностью Комиссией по сохранению достопримечательностей Нью-Йорка в 1966 году.
В разные годы Нью-Йоркское историческое общество возглавляли: Говернер Моррис (1816), Девитт Клинтон (1817—1819), Джеймс Кент (1828—1831), Морган Льюис (1832—1835), Альберт Галлатин (1843—1849), Гамильтон Фиш (1867—1869).